# 梅雪松
梅雪松（1963年4月—），西安交通大学机械工程学院教授，主要从事机械工程方面的研究工作。担任中国全国高校机床研究学会秘书长、《机械工程学报》编委，入选中华人民共和国教育部2009年度"长江学者"特聘教授。